# Mercosur
El Mercado Común del Sur (en portugués: Mercado Comum do Sul, Mercosul; en guaraní: Ñemby Ñemuha), más conocido como Mercosur (Mercado Común del Sur), es un bloque económico fundado en 1991 por Argentina, Brasil, Paraguay y Uruguay. En 2012, el Mercosur incorporó a Venezuela, miembro suspendido del bloque a partir de 2016. El Senado de Brasil ratificó el ingreso de Bolivia como miembro pleno del Mercosur el 28 de noviembre de 2023.

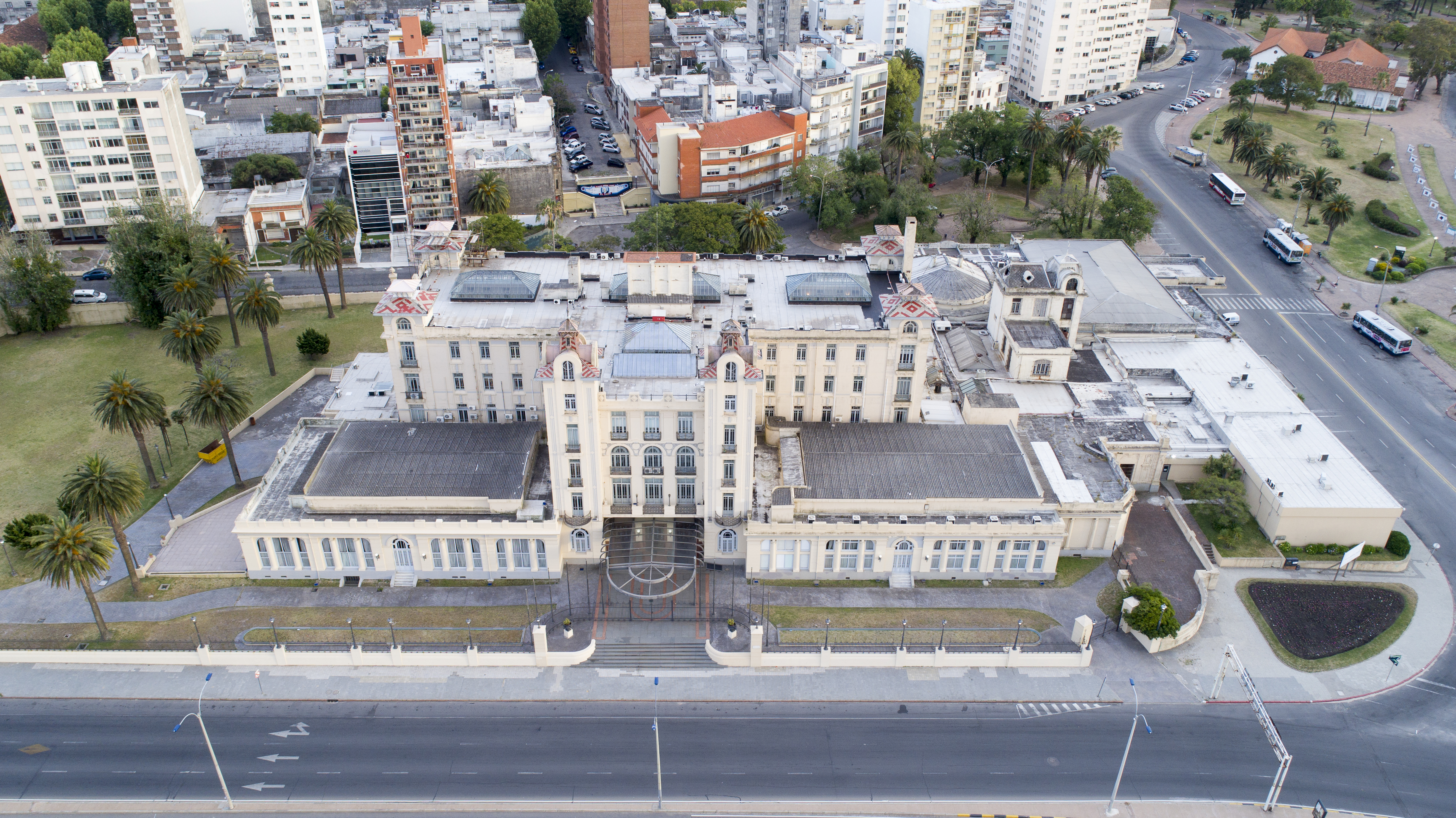
El Edificio Mercosur, la sede del bloque, en Montevideo.

Oficialmente el Mercosur informa también que Chile, Colombia, Ecuador, Perú, Panamá, Guyana y Surinam integran el bloque como «Estados asociados». El bloque no cuenta con la figura de «Estados Observadores». El mapa oficial del Mercosur incluye a los seis países mencionados en el primer párrafo, y los define como «Estados parte».
Esta estructura de integración regional fue creada el 7 de marzo de 1991 con la firma del Tratado de Asunción por parte de Argentina, Brasil, Paraguay y Uruguay, aunque los antecedentes de la integración regional se remontan al 30 de noviembre de 1985, fecha de la Declaración de Foz de Iguazú, que selló un acuerdo de integración bilateral entre Argentina y Brasil. A su vez, su existencia como persona jurídica de Derecho Internacional fue decidida en el Protocolo de Ouro Preto, firmado el 17 de diciembre de 1994, que entró en vigor el 15 de diciembre de 1995. El Protocolo de Ouro Preto estableció un arancel externo común, y desde 1999 existe una zona libre de aranceles entre sus integrantes, aunque exceptuando a una serie de productos, entre ellos el azúcar. En 2006 Venezuela firmó el Protocolo de Adhesión al Mercosur, completando el proceso en 2012, momento desde el cual se convirtió en miembro pleno. En 2012 Bolivia firmó el Protocolo de Adhesión al Mercosur y en noviembre de 2023 pasó a ser miembro pleno.
El Mercosur se basa en una Carta Democrática que no permite la pertenencia al bloque de países no democráticos, y estableció una zona de libre comercio y acuerdos de arancel común, así como diversos mecanismos de complementación productiva y de integración económica, social y cultural, incluyendo la libre circulación de los ciudadanos del bloque. Los idiomas oficiales del Mercosur son el español, el portugués y el guaraní.
Es considerado como una potencia económica, con un PIB de 4 580 000 000 000 de dólares, lo que representa el 82,3 % del PIB total de toda Sudamérica. Cubre un territorio de casi 13 000 000 de kilómetros cuadrados y cuenta con más de 275 millones de habitantes (cerca del 70 % de América del Sur). Siete de cada diez sudamericanos son ciudadanos del Mercosur.
Por otro lado, el Mercosur se constituye como el área económica y plataforma industrial, más dinámica, competitiva y desarrollada, no solo de Latinoamérica, sino de todo el hemisferio sur. Está considerado como el cuarto bloque económico del mundo, en importancia y volumen de negocios, y la quinta economía mundial, si se considera el PIB nominal producido por todo el bloque.
Además de la importancia económica que representa el Mercosur en toda América Latina, este conlleva una relevancia geopolítica de gran magnitud, ya que dos de sus miembros, Argentina y Brasil, son miembros del exclusivo G20. En el caso de Brasil, este pertenece al grupo de los BRICS, que en la actualidad concentran el 40% de la población mundial, el 20% del producto interior bruto (PIB) y producen más de un tercio de la producción mundial de cereales.

## Historia

### Antecedentes, creación e inicio
| Firmado En vigor Documento | 1980 Tratado de Montevideo                        | 1985 (may.) CAUCE II | 1985 (nov.) Declaración de Foz de Iguazú | 1986 (jul.) Acta de Buenos Aires                       | 1986 (ago.) PEC II                                     | 1986 (dic.) Acta de Amistad                            | 1988 (abr.) Acta de Alvorada                           | 1988 (nov.) 1989 Tratado de Integración, Cooperación y Desarrollo | 1990 (jul.) Acta de Buenos Aires                       | 1990 (dic.) ACE 14                                     | 1991 Tratado de Asunción y ACE 18 | 1991 Tratado de Asunción y ACE 18 | 1991 Tratado de Asunción y ACE 18 |
|                            | Asociación Latinoamericana de Integración (ALADI) |                      |                                          |                                                        |                                                        |                                                        |                                                        |                                                                   |                                                        |                                                        |                                   |                                   |                                   |
|                            |                                                   |                      | bilateralismo Argentina-Brasil           | Programa de Integración y Cooperación Económica (PICE) | Programa de Integración y Cooperación Económica (PICE) | Programa de Integración y Cooperación Económica (PICE) | Programa de Integración y Cooperación Económica (PICE) | Programa de Integración y Cooperación Económica (PICE)            | Programa de Integración y Cooperación Económica (PICE) | Programa de Integración y Cooperación Económica (PICE) | Mercado Común del Sur (Mercosur)  |                                   |                                   |
|                            | bilateralismo Argentina-Uruguay                   |                      |                                          |                                                        |                                                        |                                                        |                                                        |                                                                   |                                                        |                                                        | Mercado Común del Sur (Mercosur)  |                                   |                                   |
|                            |                                                   |                      | bilateralismo Brasil-Uruguay             |                                                        |                                                        |                                                        |                                                        |                                                                   |                                                        |                                                        | Mercado Común del Sur (Mercosur)  |                                   |                                   |
|                            |                                                   |                      |                                          |                                                        |                                                        | trilateralismo Argentina-Brasil-Uruguay                |                                                        |                                                                   |                                                        |                                                        | Mercado Común del Sur (Mercosur)  |                                   |                                   |
|                            |                                                   |                      |                                          |                                                        |                                                        |                                                        |                                                        |                                                                   |                                                        |                                                        |                                   |                                   |                                   |

El 30 de noviembre de 1985 los presidentes de Argentina y Brasil, Raúl Alfonsín y José Sarney respectivamente, suscribieron la Declaración de Foz de Iguazú, «piedra basal del Mercosur». En 2004 Argentina y Brasil resolvieron conjuntamente, que el 30 de noviembre se celebraría el Día de la Amistad Argentino-Brasileña.
El 29 de julio de 1986 se firmó el Acta para la Integración Argentina-Brasileña. Mediante este instrumento se estableció el programa de Intercambio y Cooperación Económica, entre Argentina y Brasil (PICE), fundado en los principios de gradualidad, flexibilidad, simetría, equilibrio, tratamiento preferencial frente a terceros mercados, armonización progresiva de políticas, y participación del sector empresario. El núcleo del PICE fueron los «protocolos sectoriales» en aspectos claves.
El 6 de abril de 1988, se firmó el Acta de Alvorada, mediante el cual Uruguay se suma al proceso de integración regional. En noviembre de ese año se celebró el Tratado de Integración, Cooperación y Desarrollo que fijó un plazo de 10 años para la remoción gradual de las asimetrías.
El 6 de julio de 1990 se firmó el Acta de Buenos Aires, acelerando el cronograma de integración y fijando la fecha de 31 de diciembre de 1994 para conformar el mercado común.
El 26 de marzo de 1991, Argentina, Brasil, Paraguay y Uruguay firmaron, en la capital paraguaya, el Tratado de Asunción, que adoptó el nombre Mercosur, le dio una estructura institucional básica y estableció un área de libre comercio.
El 27 de junio de 1992, en Las Leñas, se firmó el Protocolo de las Leñas que estableció el cronograma definitivo hacia la constitución del mercado común.

El 17 de diciembre de 1994 se firmó el Protocolo de Ouro Preto, que puso en marcha el Mercosur. A su vez, su existencia como persona jurídica de Derecho Internacional que entró en vigor el 15 de diciembre de 1995.

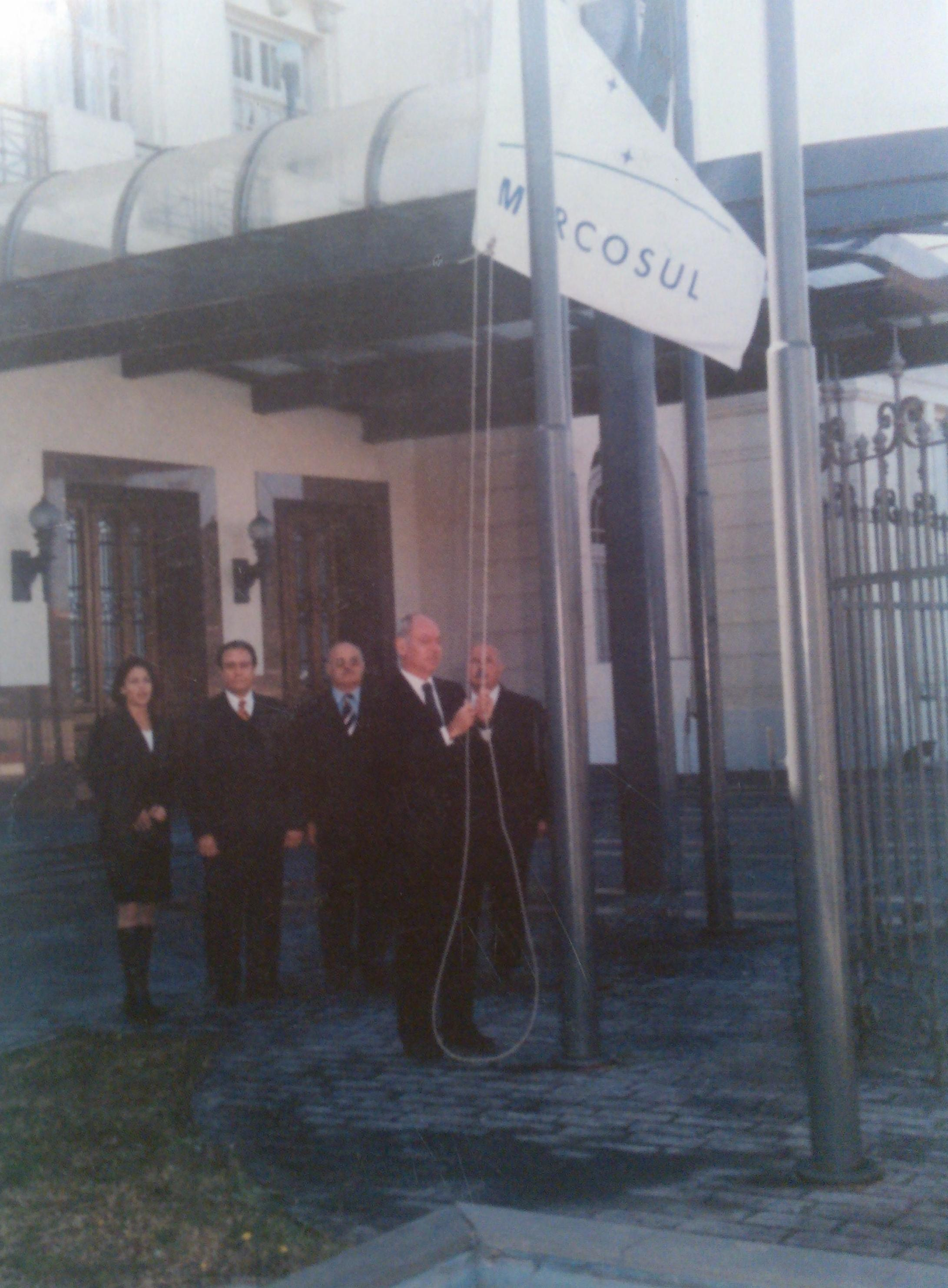
Primer izamiento sede del Mercosur en Montevideo (2001).

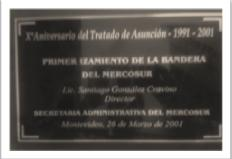
Placa conmemorativa en la sede del Mercosur.

El 26 de marzo de 2001, en ocasión de la celebración del X Aniversario del Tratado de Asunción (1991-2001), bajo la dirección del primer Secretario Argentino Lic. Santiago González Cravino, se izó por primera vez la bandera de Mercosur en su sede en Montevideo.

### Suspensión de Paraguay
El 22 de junio de 2012, como respuesta al juicio político que removió al presidente de Paraguay, Brasil sugirió expulsar a Paraguay del bloque, mientras que Argentina retiró su embajador de Asunción. Finalmente, Paraguay fue suspendido tanto del Mercosur como de la Unasur en cumplimiento del Protocolo de Ushuaia, sobre el compromiso democrático. El 28 de junio se decretó la suspensión de Paraguay en la injerencia de las decisiones del Mercosur, hasta que fueran efectuadas las elecciones democráticas programadas para abril de 2013.

### Ingreso de Venezuela y posterior reincorporación de Paraguay
Tras la suspensión de Paraguay, los restantes tres países aprobaron el ingreso de Venezuela al bloque, que se concretó el 12 de agosto de 2012. El Protocolo de Adhesión de Venezuela al Mercosur había sido suscripto el 4 de julio de 2006 pero no había entrado en vigencia hasta el momento por la falta del ratificación por parte del Congreso paraguayo.
El 13 de julio de 2013 se levantó la suspensión que había sido aplicada a Paraguay. Sin embargo, el entonces gobierno de Paraguay había rechazado su reincorporación al bloque hasta que no se encontrara una forma jurídica para el ingreso de Venezuela al Mercosur, de acuerdo con el derecho internacional. El 18 de diciembre de 2013, el Congreso de Paraguay ratificó el Protocolo de incorporación de Venezuela al Mercosur con lo cual Paraguay se reincorporó de forma total al bloque.
El 7 de diciembre de 2012, el presidente boliviano, Evo Morales, firmó un protocolo orientado a la adhesión de su país a la membresía plena en el bloque.

### Suspensión de Venezuela
En agosto de 2016, los presidentes de Brasil, Argentina y Paraguay, presentes en Río de Janeiro para los Juegos Olímpicos, se reunieron para discutir la suspensión de Venezuela del organismo. Los tres países presentaron dudas sobre si Venezuela cumple con los requisitos para ser miembro pleno. De hecho, Venezuela fue rechazada de asumir la presidencia protémpore del Mercosur por esos tres países. El 21 de noviembre de 2016, el ministro paraguayo de Relaciones Exteriores, Eladio Loizaga, anunció que Venezuela sería suspendida en diciembre de 2016 después de que el país recibiera un período de tres meses para reformar sus leyes. Se reclamó el cumplimiento de las exigencias del Mercosur, principalmente en cuestiones de comercio, política, democracia y derechos humanos. El 1 de diciembre de 2016, Venezuela fue suspendida del Mercosur.
El 5 de agosto de 2017 los ministros de Relaciones Exteriores de los cuatro países miembros suscribieron en São Paulo, Brasil, una declaración según la cual en Venezuela se produjo una «ruptura del orden democrático» y que tras intentar infructuosamente realizar consultas con el gobierno de Nicolás Maduro, se procedió a sancionar al país con la suspensión indefinida «de los derechos y obligaciones» pactados en el Mercosur según lo contemplado en el Protocolo de Ushuaia. «En los términos del Protocolo de Ushuaia, los cuatro países decidieron por unanimidad suspender a Venezuela del bloque por la ruptura del orden democrático, la sanción máxima prevista en el documento. La suspensión de Venezuela fue aplicada en función de las acciones del gobierno de Nicolás Maduro y es un llamado para el inmediato inicio de transición política y restauración del orden democrático»

### Ingreso de Bolivia
El 7 de diciembre de 2012 Bolivia firmó el protocolo de adhesión del Mercosur. El 17 de julio de 2015 se firmó un nuevo protocolo de adhesión.
En noviembre de 2023 el Senado de Brasil aprobó el protocolo de adhesión de Bolivia como miembro pleno del Mercosur.
En diciembre de 2023 Bolivia fue admitido como miembro pleno del Mercado Común del Sur (Mercosur) luego de su  oficialización en la LXIII cumbre presidencial del bloque. Bolivia tendrá un plazo de 4 años para adecuarse a las normas del Mercosur. El 5 de julio de 2024, el presidente Luis Arce promulgó la Ley de Adhesión de Bolivia para el Mercosur. El 7 de agosto de 2024 entró en vigencia el Protocolo de Adhesión al Mercado Común del Sur (Mercosur).

## Órganos

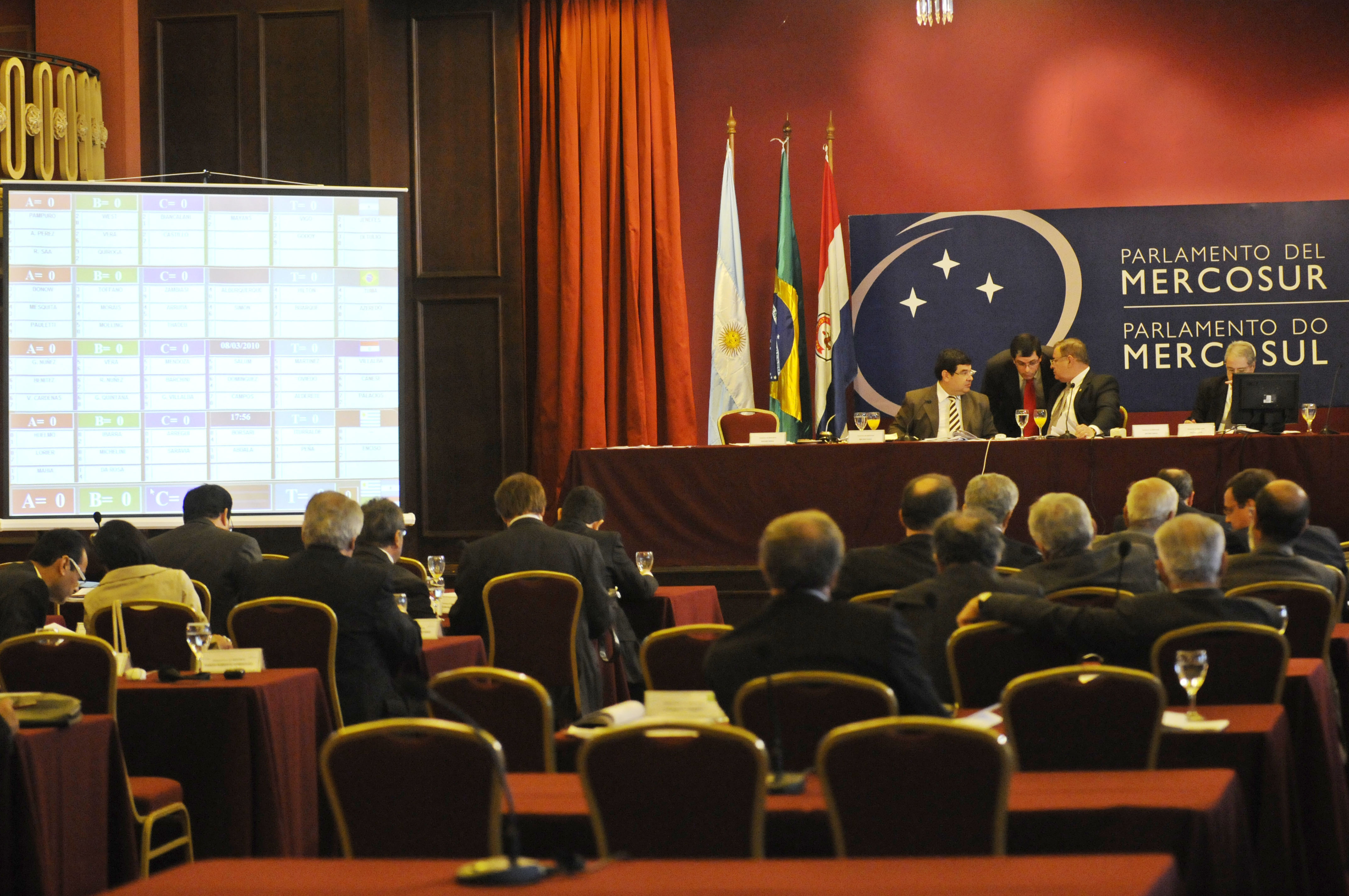
Sesión del Parlamento del Mercosur en 2010.

El Consejo del Mercado Común (CMC) es el órgano superior del Mercosur y el que adopta las normas de mayor importancia denominadas «decisiones». Está integrado por los Ministros de Relaciones Exteriores y los Ministros de Economía de los países miembros.
Le sigue en importancia el Grupo Mercado Común (GMC), que es el órgano ejecutivo del bloque; sus normas se denominan «resoluciones». Está integrado por cinco miembros de cada país, tres de los cuales deben representar al Ministerio de Relaciones Exteriores, al de Economía y al Banco Central.
La Comisión de Comercio del Mercosur (CCM) es el órgano decisorio en materia comercial-aduanera del bloque y asiste al GMC; sus normas se denominan «directivas». Está integrado por cuatro miembros de cada país y es coordinada por los Ministerios de Relaciones Exteriores.
A ellos se suman otros cuatro órganos de gran importancia derivados de textos fundacionales:
- el Parlamento del Mercosur o Parlasur (PM), órgano consultivo del bloque (carece de poderes legislativos);
- la Secretaría del Mercosur, instancia permanente de coordinación administrativa, incluida en el año 1994 a la Estructura Institucional del bloque vía el Protocolo de Ouro Preto. En diciembre de 1996, el Mercosur firmó con la República Oriental del Uruguay el Acuerdo Sede para el Funcionamiento de la Secretaría Administrativa, aprobado por la Decisión CMC N.º 04/96 que fuera posteriormente incorporado al derecho interno de la República Oriental del Uruguay por la Ley N.º 16.829, del 29 de mayo de 1997;
- el Tribunal Permanente de Revisión del Mercosur (TPR), órgano judicial;
- el Foro Consultivo Económico-Social (FCES), órgano de participación de la sociedad civil;

Fuera de la estructura institucional, con máximo poder decisorio, se encuentran las Cumbres de jefes de Estado del Mercosur, que dictan normas denominadas «declaraciones».
El resto de la estructura institucional del Mercosur se integra con comisiones, subgrupos de trabajo, reuniones especializadas, foros, fondos y demás ámbitos dependientes de los órganos principales.

## Geografía

Zonas Económicas Exclusivas de los estados parte del Mercosur. Considerándolas, la superficie total del Mercosur alcanza los 16 840 428 km².

Estados miembros del Mercosur al 31 de julio de 2012.

El Mercado Común del Sur está conformado oficialmente por 6 países sudamericanos soberanos independientes, conocidos como los Estados miembros plenos. La Unión fue fundada por cuatro países de América del Sur (Argentina, Brasil, Paraguay y Uruguay) y se amplió en una ocasión, al expandirse a Venezuela en 2012 con lo cual el bloque adquiere salida al Caribe, y a Bolivia en 2023. A diferencia de los Estados de los Estados Unidos, los Estados miembros del Mercosur no están obligados a una forma republicana de gobierno. La Unión está compuesta de seis repúblicas y con cinco estados asociados. El territorio del Mercosur consiste en el conjunto de territorios de sus 5 Estados miembros. El territorio del bloque no es el mismo que el de América del Sur, ya que, en primer lugar, hay estados sudamericanos que se encuentran fuera del Mercosur, como Colombia, Chile, Ecuador o Perú. Además, ciertos territorios sudamericanos en disputa de los Estados miembros no forman parte del Mercado (por ejemplo las Islas Malvinas).
La superficie combinada de los Estados miembros del Mercosur cubre un área de 12 795 579 kilómetros cuadrados. El paisaje, el clima, y la economía del Mercosur se ven influidas por la latitud y altitud de su amplio territorio, así como también de sus costas, que suman un largo litoral que abarca el Atlántico Sur y el mar Caribe. La combinación de los Estados miembros comparte fronteras terrestres con seis Estados no miembros, como lo son Colombia, Chile, Guyana, Perú, Surinam y la Guayana Francesa quien es una región ultramar de la Unión Europea perteneciente a Francia.

### Estados miembros
Los miembros fundadores son Argentina, Brasil, Paraguay y Uruguay, que constituyeron el Mercosur mediante el Tratado de Asunción firmado el 26 de marzo de 1991, ratificado luego por las instancias parlamentarias de cada uno de los países firmantes y que entró en vigor el 29 de noviembre de 1991.
En 2006 Venezuela firmó el Protocolo de Adhesión al Mercosur, completando el proceso en 2012, momento desde el cual se convirtió en miembro pleno.
En 2012, Bolivia firmó el Protocolo de Adhesión al Mercosur que fue perfeccionado en 2015 con la firma en conformidad de Paraguay, siendo considerado Estado parte «en proceso de adhesión» (con voz pero sin voto) hasta que se complete el trámite legal, momento desde el cual -de completarse- pasará a ser miembro pleno.
| Bandera              | Escudo | Estado                 | Presidente                | Código país | Fecha de adhesión         | Ratificación de adhesión | Población   | Superficie (km²) | Zona EE      | Moneda         | PIB per cápita (PPA) (USD) | Parlamentarios |
| -------------------- | ------ | ---------------------- | ------------------------- | ----------- | ------------------------- | ------------------------ | ----------- | ---------------- | ------------ | -------------- | -------------------------- | -------------- |
| Bandera de Argentina |        | Argentina              | Javier Milei              | AR          | 26 de marzo de 1991       | 15 de agosto de 1991     | 43.362.000  | 2.780.400(1)     | 3.939.463(3) | Peso argentino | 26.074                     | 33             |
| Bandera de Bolivia   |        | Bolivia                | Luis Arce                 | BO          | 7 de diciembre de 2012(5) | 7 de diciembre de 2023   | 10.905.000  | 1.098.581        | -            | Boliviano      | 9.933                      | 13             |
| Bandera de Brasil    |        | Brasil                 | Luiz Inácio Lula da Silva | BR          | 26 de marzo de 1991       | 25 de septiembre de 1991 | 205.304.000 | 8.514.877        | 12.175.832   | Real brasileño | 17.684                     | 33             |
| Bandera de Paraguay  |        | Paraguay               | Santiago Peña             | PY          | 26 de marzo de 1991(5)    | 15 de julio de 1991      | 6.109.644   | 406.752          | -            | Guaraní        | 14.528                     | 18             |
| Bandera de Uruguay   |        | Uruguay                | Yamandú Orsi              | UY          | 26 de marzo de 1991       | 22 de julio de 1991      | 3.474.000   | 176.215          | 318.381      | Peso uruguayo  | 27.233                     | 18             |
| Bandera de Venezuela |        | Venezuela (suspendida) | Nicolás Maduro            | VE          | 5 de julio de 2006        | 31 de julio de 2012      | 30.825.000  | 916.445(2)       | 1.387.952(4) | Bolívar        | 7.108                      | -              |

(1) La superficie de Argentina alcanza los 3.761.274 km² si se incluye a los territorios reclamados de la Antártida Argentina e Islas del Atlántico Sur.

(2) La superficie de Venezuela alcanza los 1.075.987 km² si se incluye al territorio reclamado de la Guayana Esequiba

(3) No se incluye territorios reclamados

(4) No se incluye territorios reclamados

(5) Como Paraguay en diciembre de 2012 estaba suspendido del Mercosur el protocolo de adhesión se firmó una segunda vez el 17 de julio de 2015

## Economía
La economía del bloque es muy diversa, posee tres de las urbes más ricas, extensas y pobladas de Sudamérica: São Paulo, Buenos Aires y Río de Janeiro. La consolidación del Mercosur permitió el libre comercio y la libre circulación de personas entre esas grandes metrópolis. Hoy, unidas, forman el mayor parque industrial y mayor centro económico-financiero de Latinoamérica y de todo el hemisferio sur del planeta.

El Mercosur es el mayor productor de alimentos en el mundo, controla las mayores reservas energéticas, minerales, naturales, de recursos hídricos y de petróleo del planeta; posee también la selva tropical más grande del planeta, la selva amazónica. Además, la economía del Mercosur es fuertemente industrializada, con empresas de diversos sectores que producen los más diversos artículos, muchos de ellos con su propia tecnología como: placas de acero, electrodomésticos, medicamentos, aviones, armas y productos de defensa, ordenadores, coches, energía, barcos, alimentos, bebidas, piezas, productos electrónicos, y pesca, entre otros.
El Mercosur también posee las dos empresas petroleras más grandes de Latinoamérica, Petrobrás y PDVSA; un sector financiero altamente desarrollado, con varios bancos y entidades financieras actuando dentro del bloque, como el Banco de Brasil, Itaú, Bradesco, Caixa Econômica Federal (los cuatro brasileños y mayores de Latinoamérica), Banco de Venezuela, Banco de la Nación Argentina, entre otros.
Argentina y Brasil son los mayores generadores de energía nuclear en el hemisferio sur del planeta. Argentina es un país privilegiado por sus reservas naturales y energéticas, siendo el tercero en Latinoamérica por detrás de Venezuela y Brasil. Además cuenta con una tasa de alfabetización del 98% y un alto desarrollo industrial. Es uno de los mayores exportadores de carne en el mundo y es el primer productor mundial de girasol, yerba mate, limones, y aceite de soja, segundo en miel y manzanas, el más grande productor de trigo y lana en Latinoamérica, entre otros cultivos. Es el mayor productor de vino en América Latina, quinto en el mundo, y el tercer productor de biodiésel a nivel global.

La corporación argentina Mercado Libre, es una de las 30 empresas de tecnología más poderosas del mundo, superando a Twitter/X.

La producción de gas natural y petróleo es importante también. El Yacimiento Aguilar, en la provincia de Jujuy, es la mayor concentración de minerales de plomo y cinc de Sudamérica, y el Bajo de la Alumbrera en la provincia de Catamarca, es uno de los yacimientos para la extracción más grandes de oro y cobre en América Latina, siendo la Argentina el decimotercer mayor productor de oro del mundo. Posee la tercera reserva de gas más grande del planeta. Es el más importante productor de software de la región y ocupa el segundo puesto en Sudamérica en cuanto a fabricación de autopartes, siendo además el vigésimo mayor fabricante de automóviles en el mundo.

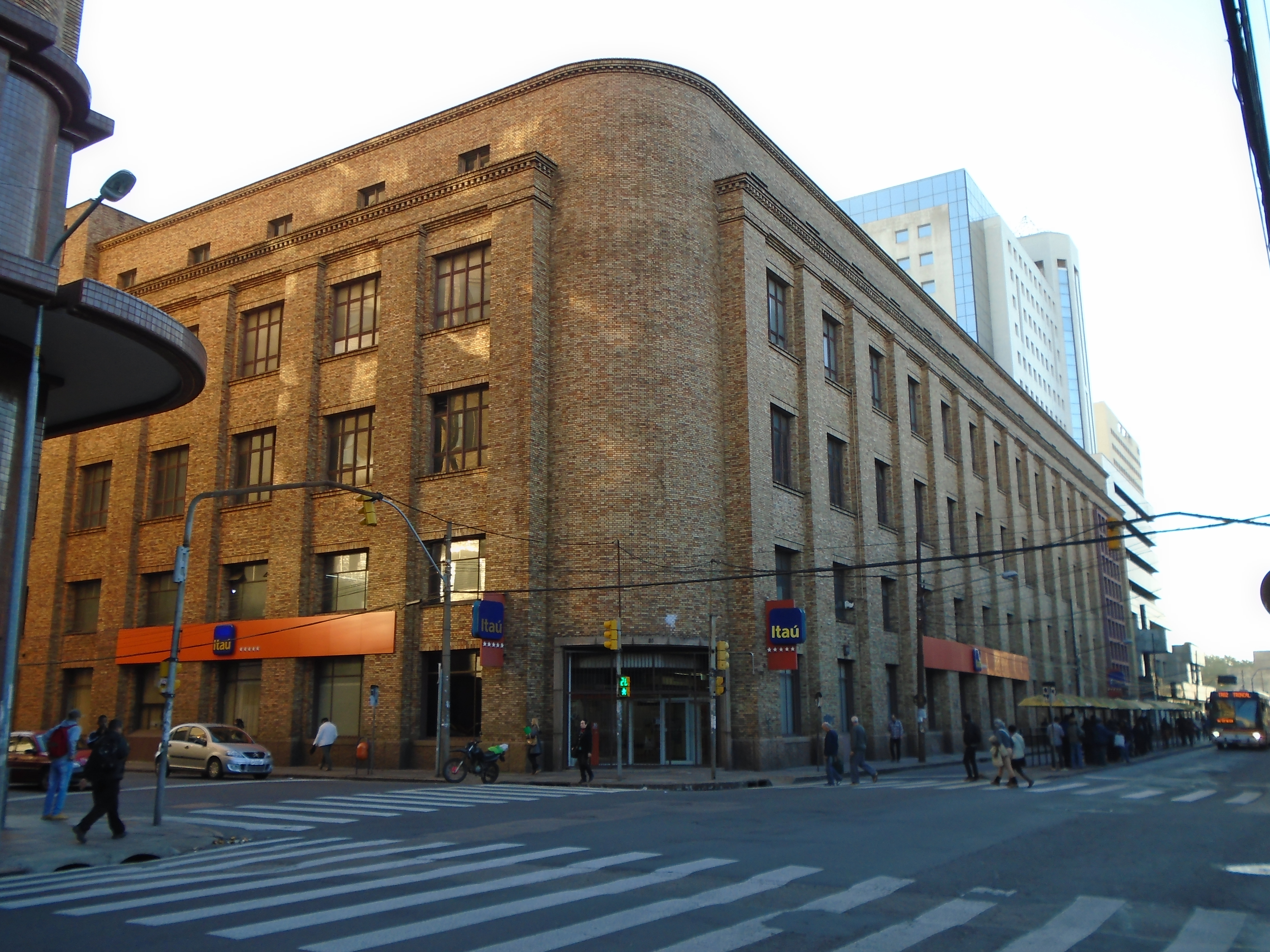
El banco brasileño Itaú Holding es la institución financiera más valiosa de Latinoamérica.

Paraguay se caracteriza por la predominancia de los sectores agroganaderos, comerciales y de servicios. La economía paraguaya es la décima quinta economía de América Latina en términos de producto interno bruto (PIB) nominal, y la décima quinta en cuanto al PIB a precios de paridad de poder adquisitivo (PPA).
Los datos publicados anualmente por el Fondo Monetario Internacional, muestran que hasta el año 2022, la economía total de Paraguay ascendió, llegando a los 41.855 millones de dólares (Producto Interno Bruto). Paraguay posee una PIB per cápita de 5.615 (en nominal) y un PIB per cápita de 14.528 (en PPA).
El sector industrial paraguayo se encuentra medianamente desarrollado, y se basa principalmente en el procesamiento de bienes agrícolas y ganaderos es uno de los más grandes en exportar 1.º azúcar, 8.º carne vacuna, 4.º soja, 10.º trigo; actualmente es el país con mayor crecimiento económico en la región y en el 5.º lugar en América desde 2013 por ser el 2.º país con gran retorno a inversión en Latinoamérica, cuenta con la 3.º mayor flota de barcazas del mundo y es el mayor productor y exportador de energía renovable de la misma.
En el 2010, el Paraguay experimentó la mayor expansión económica de América Latina, con una perspectiva histórica de crecimiento del PIB de 15,3%. Solo en el primer semestre de 2010, el país tuvo un crecimiento económico del 14%. El 49,9% del crecimiento del PIB corresponde a la agricultura; el 9,7% a la industria (incluyendo la construcción y las utilidades públicas); el 34% corresponde a servicios y el 6,1% a las tasas.
Brasil es el mayor productor mundial de hierro y manganeso, además de tener la mayor producción de algodón, naranja, etanol, carne bovina y carne de pollo. Las exportaciones brasileñas (201.9 millones de dólares) se encuentran entre las veinte más grandes del mundo. Es el mayor productor de café mundial y el primer productor de equipos militares, televisores, semiconductores, celulares, computadoras, automóviles y aviones en Sudamérica.

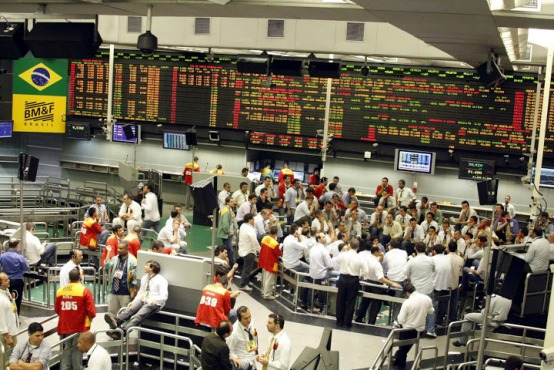
La B3 en São Paulo, es la bolsa de valores más importante de la región.

La B3 en São Paulo es la décima segunda mayor bolsa de valores (en valores de mercado) del mundo.
Uruguay es el resultado de la combinación de los recursos naturales del país con una población altamente alfabetizada, una estructura empresarial diversificada y una fuerte presencia del Estado.
La economía uruguaya es la décima primera economía de América Latina en términos de producto interno bruto (PIB) nominal, (después de Venezuela y antes que Panamá) y la décima quinta en cuanto al PIB a precios de paridad de poder adquisitivo (PPA) (después de Paraguay y antes que Honduras). Uruguay posee una renta per cápita de USD 20.018 PIB per cápita a precios nominales y USD 27.223 PPA.
Si bien históricamente la producción estuvo basada en el sector agropecuario, en las últimas décadas el peso de otros sectores de la economía creció considerablemente. En 2009 las actividades primarias representaban el 8,6 % del producto interior bruto, las industrias manufactureras el 13,9 %, el comercio el 14,5 %, la construcción el 7,3 %, el transporte el 7,5 %, y otras actividades el restante 48,2%.
Venezuela de acuerdo al banco mundial constituye la quinta economía sudamericana más potente en términos de PIB (PPA) y la 30 a nivel mundial. El país es miembro fundador de la OPEP, tiene una economía basada en la extracción y refinación del petróleo, además de poseer las reservadas probadas de petróleo más grandes del mundo que se creen superan los 300 000 millones de barriles. Las reservas de hierro de Venezuela son unas de las más importantes en el mundo con empresas potentes como SIDOR.
Las asimetrías entre las economías de Argentina y Brasil con respecto del resto del bloque han sido motivo de queja de Uruguay y Paraguay, quienes se ven en desventaja frente a los socios económicamente más grandes, criticando el tutelaje que ejercen los primeros sobre el Mercosur. Este tema fue abordado por numerosos analistas llegando a conclusiones disimiles. Sin embargo, hay acuerdo en que esta situación es determinante para caracterizar la evolución del Mercosur.
| Rango | País      | Millones de USD |
| ----- | --------- | --------------- |
| 1     | Brasil    | 4 020 381       |
| 2     | Argentina | 1 274 807       |
| 3     | Venezuela | 191 329         |
| 4     | Bolivia   | 125 267         |
| 5     | Paraguay  | 117 686         |
| 6     | Uruguay   | 102 503         |

| Rango | País      | US$    |
| ----- | --------- | ------ |
| 1     | Uruguay   | 28 740 |
| 2     | Argentina | 27 261 |
| 3     | Brasil    | 19 804 |
| 4     | Paraguay  | 19 136 |
| 5     | Bolivia   | 10 327 |
| 6     | Venezuela | 7 108  |

| Rango | País      | Millones de US$ |
| ----- | --------- | --------------- |
| 1     | Brasil    | 2 081 235       |
| 2     | Argentina | 641 102         |
| 3     | Venezuela | 82 145          |
| 4     | Uruguay   | 77 313          |
| 5     | Bolivia   | 46 097          |
| 6     | Paraguay  | 44 627          |

| Rango | País      | US$    |
| ----- | --------- | ------ |
| 1     | Uruguay   | 21 677 |
| 2     | Argentina | 13 709 |
| 3     | Brasil    | 10 242 |
| 4     | Paraguay  | 7 255  |
| 5     | Bolivia   | 3 782  |
| 6     | Venezuela | 3 052  |

| Rango | País      | Índice           |
| ----- | --------- | ---------------- |
| 1     | Argentina | 0,842 (Muy alto) |
| 2     | Uruguay   | 0,809 (Muy alto) |
| 3     | Brasil    | 0,754 (Alto)     |
| 4     | Paraguay  | 0,717 (Alto)     |
| 5     | Bolivia   | 0,692 (Medio)    |
| 6     | Venezuela | 0,691 (Medio)    |

| Rango | País      | Índice |
| ----- | --------- | ------ |
| 1     | Argentina | 0,720  |
| 2     | Uruguay   | 0,710  |
| 3     | Venezuela | 0.592  |
| 4     | Paraguay  | 0.582  |
| 5     | Brasil    | 0.576  |
| 6     | Bolivia   | 0.549  |

| Rango | País      | Tasa  |
| ----- | --------- | ----- |
| 1     | Argentina | 99,1% |
| 2     | Uruguay   | 98,4% |
| 3     | Venezuela | 97,1% |
| 4     | Paraguay  | 94,7% |
| 5     | Bolivia   | 92,5% |
| 6     | Brasil    | 92,0% |

| Rango | País      | Millones de turistas |
| ----- | --------- | -------------------- |
| 1     | Argentina | 6,9                  |
| 2     | Brasil    | 6,6                  |
| 3     | Uruguay   | 3,4                  |
| 4     | Paraguay  | 1,1                  |
| 5     | Bolivia   | 1,1                  |
| 6     | Venezuela | 0,5                  |

### Banco del Sur

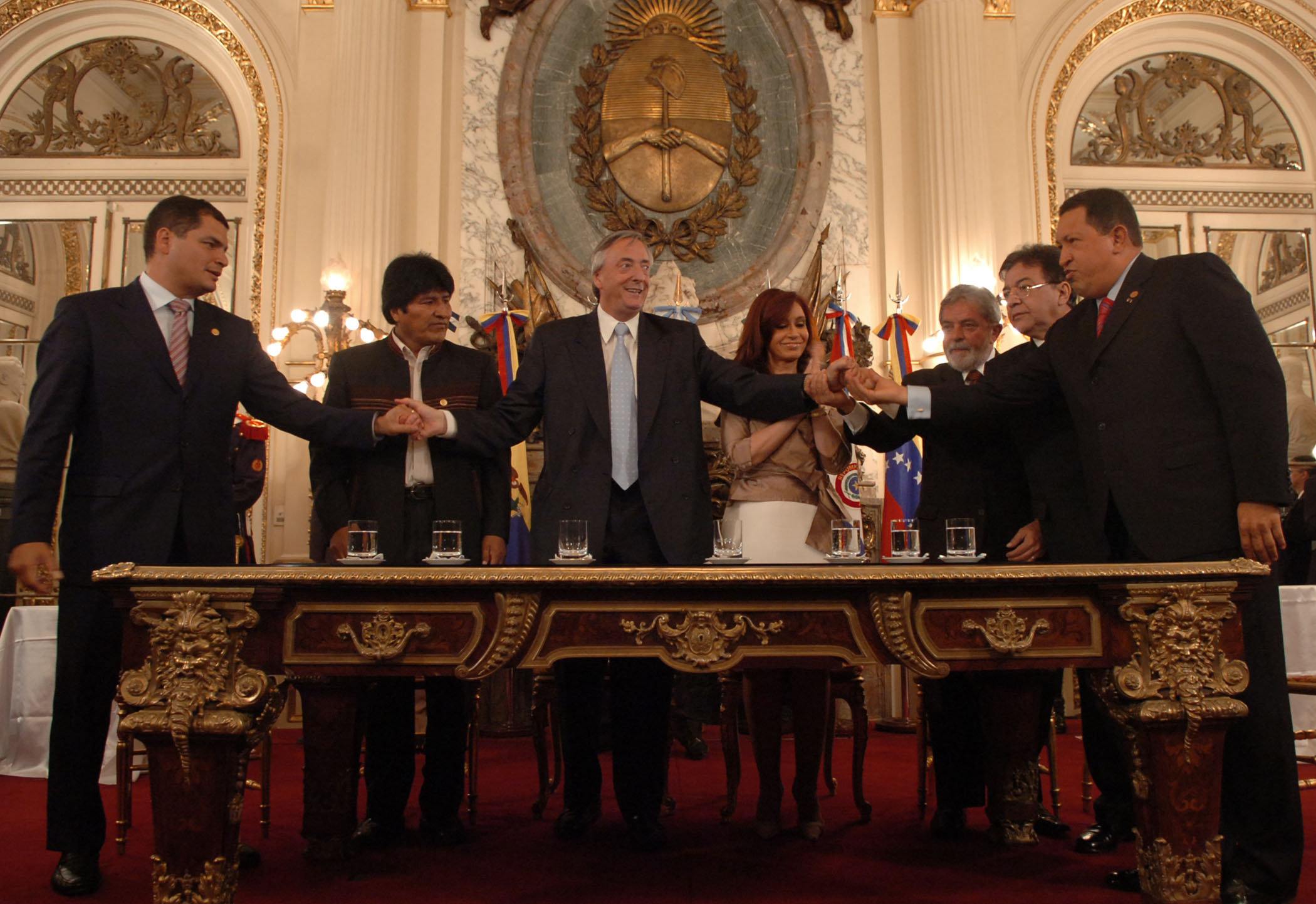
Los presidentes de Ecuador, Bolivia, Argentina, Brasil, Paraguay y Venezuela en la fundación del Banco del Sur.

El Banco del Sur es un fondo monetario cuyo convenio constitucional fue firmando el 26 de septiembre de 2009. Es el resultado de una idea argentina que se le propone al presidente de Brasil a fines de 2002, en la que trabajaron los ministros de economía y los Bancos Centrales de ambos países. En la cumbre de Asunción se invitó a participar del proyecto a los presidentes de las naciones integrantes del Mercosur. Se han constituido como parte del Banco del Sur: Argentina, Brasil, Bolivia, Ecuador, Paraguay, Uruguay y Venezuela. Su sede está en Caracas.

## Acuerdos Comerciales

### Acuerdos con países o bloques regionales

#### Tratados de libre comercio con la Comunidad Andina
El 15 de abril de 1998 el Mercosur y la Comunidad Andina de Naciones firmaron un Acuerdo Marco para la creación de la Zona del libre comercio. Este acuerdo contemplaba la negociación del área de libre comercio en dos etapas: en la primera, hasta el 30 de septiembre de 1998, la negociación de un acuerdo de preferencias arancelarias y en la segunda, entre el 1 de octubre de 1998 y el 31 de diciembre de 1999, un acuerdo de libre comercio.
Las negociaciones del acuerdo de preferencias arancelarias entre los dos bloques comenzaron en junio de 1998. Sin embargo, en el año 1999, a solicitud del Brasil, se acordó la apertura de dos procesos de negociación de acuerdos de preferencias: uno, en el cual los países de la Comunidad Andina negociarían únicamente con Brasil y el otro, en el que los países de la Comunidad Andina negociarían con Argentina, Paraguay y Uruguay. Las negociaciones entre Brasil y la Comunidad Andina concluyeron el 3 de julio de 1999 y el 12 de agosto del mismo año se firmó el Acuerdo entre Brasil y Colombia, Ecuador, Perú y Venezuela, protocolizado en la Aladi como Acuerdo de Complementación Económica N.º 39, que entró en vigor el 16 de agosto de 1999.
Mientras tanto, Argentina y Colombia, Ecuador, Perú y Venezuela suscribieron el 29 de junio de 2000 un acuerdo de preferencias arancelarias registrado en Aladi como Acuerdo de Complementación Económica N.º 48 que, de acuerdo con el artículo 22 del Acuerdo, entró en vigor el 1 de agosto de 2000. Ambos acuerdos podían ser renovados por acuerdo entre las partes signatarias y serían reemplazados una vez vigentes los acuerdos para la creación de un área de libre comercio.
La segunda etapa de negociaciones para la creación de una zona de libre comercio entre el Mercosur y la Comunidad Andina comenzó en abril de 2001. En este sentido, el 6 de diciembre de 2002 los Estados partes del Mercosur y los países miembros de la Comunidad Andina firmaron un acuerdo marco para la conformación de una zona de libre comercio que fue protocolizado en la Aladi como Acuerdo de Complementación Económica N.º 56. Por medio de este acuerdo los países de la Comunidad Andina y de Mercosur reiteraron su decisión de conformar un área de libre comercio antes del 31 de diciembre de 2003. También señalaron que el Acuerdo de Complementación Económica N.º 36 entre Bolivia y el Mercosur (suscrito el 17 de diciembre de 1996) seguiría vigente.
En cumplimiento de los compromisos contraídos en el Acuerdo de Complementación Económica N.º 56, el Mercosur y la Comunidad Andina firmaron el Acuerdo de Complementación Económica N.º 59 el 18 de octubre de 2004. El objetivo de este acuerdo fue formar un área de libre comercio mediante la expansión y diversificación del intercambio comercial y la eliminación de las restricciones arancelarias y no arancelarias que afecten al comercio recíproco. Perú, por su parte, concluyó negociaciones de un tratado de libre comercio con el Mercosur el 25 de agosto de 2003. El acuerdo fue firmado el 30 de noviembre de 2005 y protocolizado en Aladi como Acuerdo de Complementación Económica N.º 58.
Según Aladi el acuerdo entró en vigor:
- El 5 de enero de 2005 entre Venezuela y Uruguay y entre Venezuela y Argentina;
- El 1 de febrero de 2005 entre Colombia y Uruguay y entre Colombia y Argentina; entre Colombia y Brasil y entre Venezuela y Brasil
- El 1 de abril de 2005 entre Ecuador y Argentina, y entre Brasil y Uruguay;
- El 19 de abril de 2005 entre Colombia, Ecuador y Venezuela.

El artículo 40 del Acuerdo establece que la administración y evaluación del mismo está a cargo de una Comisión Administradora integrada por el Grupo Mercado Común del Mercosur y el consejo del mercado común como representantes de los países miembros de la Comunidad Andina signatarios del Acuerdo. La Comisión se reúne en sesiones ordinarias por lo menos una vez al año.

#### Tratado de libre comercio con Israel

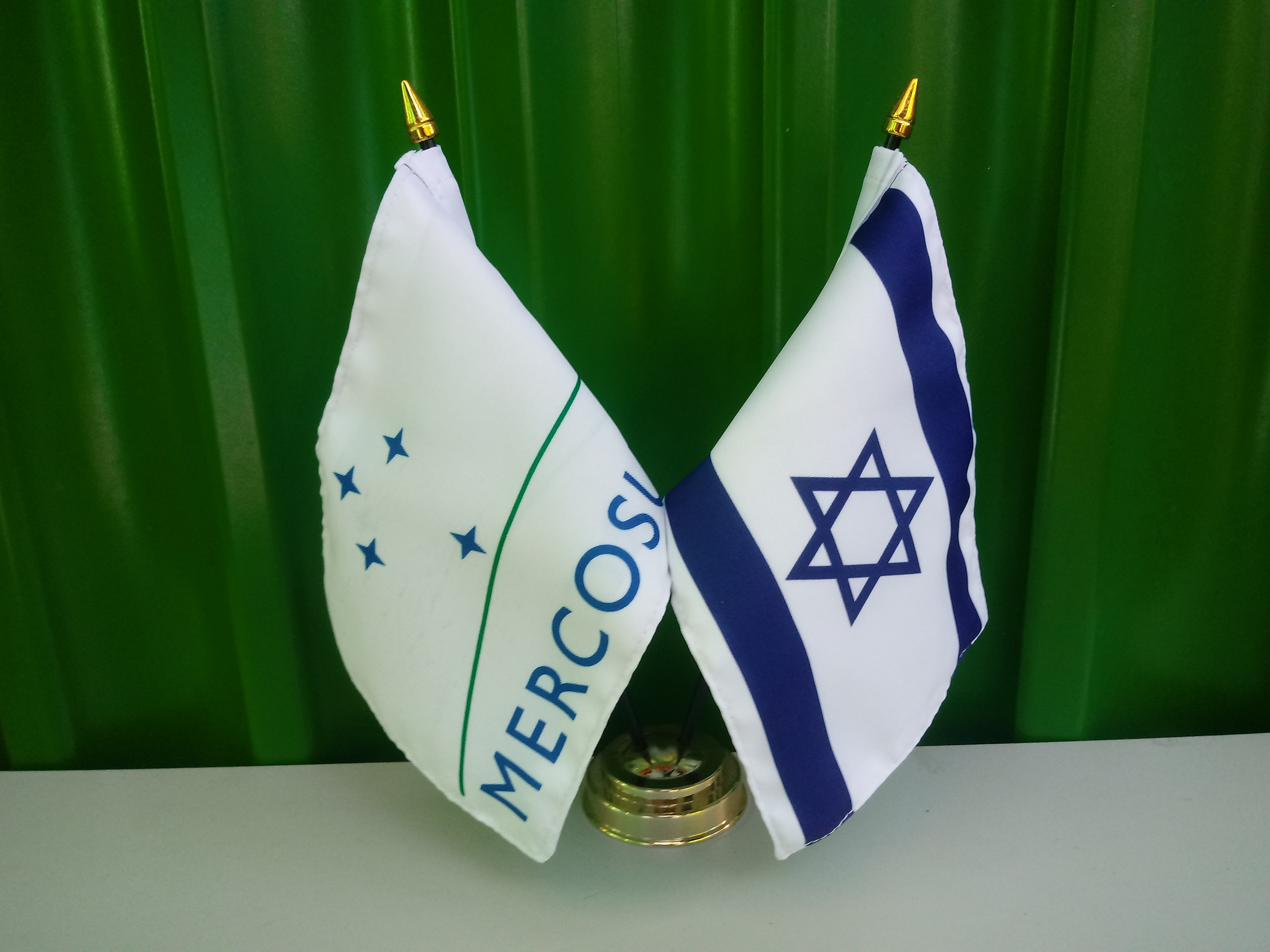

Los presidentes firmaron el 18 de diciembre de 2007, durante la Cumbre en Montevideo un Tratado de libre comercio con Israel. El acuerdo con Israel, fue el primer TLC que el Mercosur firma desde su fundación en 1991, tras una negociación de dos años. «Es el primer tratado que firma el Mercosur en bloque con otro país. Esta es una negociación que demoró tiempo en llevarse adelante, pero que culminó felizmente», dijo en conferencia de prensa el canciller uruguayo, Reinaldo Gargano.
La alianza comercial cubre el 50% del comercio, con un calendario de desgravaciones arancelarias progresivas de cuatro fases (inmediata, a 4, 8 y 10 años). Estos aranceles se eliminarán a los diez años para los productos agrícolas e industriales.
El volumen de intercambios entre estos socios, Mercosur–Israel, será en torno a los 47.000 millones de dólares. Los principales productos que el bloque sudamericano exporta a Israel son granos y cereales, bienes de capital y calzado, mientras que Israel le provee de agroquímicos, software y productos tecnológicos. Se espera que este acuerdo sea beneficioso para ambas partes, que permita a los exportadores del Mercosur incrementar sus ventas ahora limitadas por la desventaja comparativa que representan los compromisos de Israel con otras naciones.
El 31 de julio de 2012 se decidió formalmente el ingreso de Venezuela como miembro pleno del bloque, el cual se hará efectivo a partir del 12 de agosto. El país caribeño tendrá 270 días para analizar el tratado y deberá ser el Mercosur el que consulte a Israel sobre su disposición para negociar, en el marco del TLC, con la República Bolivariana de Venezuela.

#### Tratado de libre comercio con Egipto
En enero de 2004 el Mercosur recibió una propuesta de Egipto para negociar un tratado de libre comercio, tomando como base las conversaciones mantenidas durante la Reunión del G20 (Países en desarrollo) paralela a la 5.ª Conferencia Ministerial de la OMC de Cancún, México celebrada en septiembre de 2003. En la XXVI reunión ordinaria del Consejo Mercado Común se firmó un acuerdo marco entre Mercosur y la República Árabe de Egipto. Este acuerdo marco fue incorporado en la Decisión N.º 16/04 del Consejo Mercado Común. El acuerdo preveía la negociación de una zona de libre comercio, con una etapa inicial consistente en la negociación de un acuerdo de preferencias fijas.
La segunda ronda de negociaciones se realizó en Montevideo, Uruguay en noviembre de 2009. La tercera ronda de negociaciones tuvo lugar en El Cairo entre el 9 y 11 de marzo de 2010. El 2 de agosto de 2010 el Mercosur suscribió un tratado de libre comercio con Egipto en el marco de la XXXIX Reunión del Consejo Mercado Común y Cumbre de jefas y jefes de Estado del Mercosur y Estados Asociados celebrada en la ciudad de San Juan. El acuerdo fue suscrito por el ministro de Comercio de Egipto, Rachid Mohamed Rachid, y el canciller argentino, Héctor Timerman, y prevé la liberación gradual de los aranceles para más del 90 % del comercio entre ambas partes en un plazo de diez años.
Venezuela deberá integrarse al convenio dado su cambio de estatus a miembro pleno.

#### Tratado de libre comercio con Palestina
El 20 de diciembre de 2011, durante la cumbre en Montevideo, los cancilleres de los cuatro países miembros plenos ―en conjunto con Riyad al-Maliki (ministro de Relaciones Exteriores palestino)― firmaron un tratado de libre comercio con la Autoridad Nacional Palestina.

#### Acuerdo de complementación económica con Chile
El Acuerdo de complementación económica entre el Mercosur y Chile fue firmado en Potrero de los Funes, Argentina, el 25 de junio de 1996. El acuerdo fue suscrito en el marco de la ALADI como el Acuerdo de alcance parcial de complementación económica N.º 35. El AAPCE 35 entró en vigor el 1 de octubre de 1996. Chile y el Mercosur decidieron profundizar el acuerdo comercial vigente en materia de servicios. A tales efectos, se reunieron el 14 de junio de 2007. Chile y Uruguay se reunieron el 10 de septiembre de 2007 para profundizar relaciones entre ambos en cuanto a esta materia. El 1 de julio de 2008, luego de once rondas de negociación, Chile y el Mercosur finalizaron negociaciones de comercio de servicios.

#### Acuerdo de complementación económica con México
Durante la Cumbre de Presidentes del Mercosur celebrada el 5 de julio de 2002 en Buenos Aires, los cancilleres de los Estados Partes del Mercosur y el Secretario de Economía de México firmaron un Acuerdo de complementación económica. El Acuerdo tenía por objeto crear un Área de Libre Comercio y establecer un marco jurídico y normativo que permitiese establecer reglas claras para el comercio de bienes y servicios entre las partes, así como la promoción de inversiones entre México y los socios del bloque.
El Acuerdo comprende los celebrados o que se celebren entre México y ese bloque, así como los de carácter bilateral entre México y cada uno de los países miembros; por tanto, mantiene los avances logrados en los Acuerdos suscritos por México con Argentina, Brasil, Paraguay y Uruguay, así como el Acuerdo entre México y el Mercosur para el sector automotor y posibilita la conducción de negociaciones futuras, a fin de ampliar y profundizar los acuerdos, de conformidad con los intereses de cada uno de los países participantes, sin cerrar la posibilidad de efectuar negociaciones del bloque con México.
Con base en este Acuerdo, México y Uruguay suscribieron un Tratado de Libre Comercio durante la XIII Cumbre Iberoamericana el 15 de noviembre de 2003 en Santa Cruz de la Sierra, Bolivia. Están en proceso las negociaciones para la ampliación de los Acuerdos de Complementación Económica 6, con Argentina y 53, con Brasil.
Asimismo se concertó el Acuerdo de complementación económica 55 sobre el sector automotor entre México y los países miembros de Mercosur, en el que se negociaron cupos anuales bilaterales para la importación, libre de aranceles, de automóviles entre México y Argentina, Brasil y Uruguay. Este Acuerdo previó el libre comercio de automóviles a partir de 2006.

#### Acuerdo de complementación económica con Cuba
El 21 de julio de 2006 en Córdoba se firmó un Acuerdo de alcance parcial de complementación económica entre el Mercosur y Cuba. En el acuerdo se acordaron preferencias arancelarias para determinados productos y un cronograma a los efectos de implementar el Programa de Liberación Comercial. Cuba había solicitado la negociación de este acuerdo en 2003, pero el inicio de las tratativas se demoró por resistencias de parte del gobierno uruguayo de la época.

#### Acuerdo preferencial de comercio con India
El 17 de junio de 2003 el Mercosur e India firmaron un acuerdo marco en Asunción. El 25 de enero de 2004 se firmó el acuerdo preferencial de comercio, en el marco de una visita a India realizada por el presidente de Brasil, Luiz Inacio Lula da Silva. El acuerdo establece la anulación de las tarifas arancelarias para unos 900 productos, aunque la lista definitiva todavía no ha sido aprobada y se negociará en los próximos meses.
En virtud del acuerdo India dio acceso preferencial a unos 450 bienes provenientes del Mercosur. En contrapartida, el Mercosur abrió su mercado a unos 452 productos indios. El acuerdo entró a regir el 1 de junio de 2009. Este acuerdo fue el segundo que la India aprobó para estrechar relaciones comerciales con países de Latinoamérica. El primero consistió en un denominado Acuerdo de Alcance Parcial firmado el 23 de noviembre de 2003 con Chile.

#### Acuerdo preferencial de comercio con la Unión Aduanera de África Austral – (SACU)
En diciembre de 2000 el Mercosur suscribió un acuerdo para la creación de un área de libre comercio con la Unión Aduanera de África Austral – (SACU). Este acuerdo marco creó un comité negociador que procuraría el establecimiento de un tratado de libre comercio. En diciembre de 2004 el Mercosur y la Unión Aduanera de África Austral suscribieron un acuerdo de comercio preferencial. En conjunción con el acuerdo, los países emitieron un entendimiento sobre la conclusión del acuerdo de comercio preferencial, manifestaron su satisfacción por haber completado este acuerdo y reafirmaron su compromiso de continuar negociaciones y ampliar la cooperación bilateral tendiente a facilitar la implementación del acuerdo. Los ministros ordenaron comenzar estas negociaciones tan pronto como fuera posible y previeron protocolos adicionales al acuerdo en el área de aduanas y el sector automotor.
Las negociaciones continuaron, con la realización una reunión en mayo de 2005. En la décima reunión, llevada a cabo en Sudáfrica en agosto de 2006, las partes coincidieron en la importancia de concluir la fase de negociaciones. El Acuerdo Preferencial de Comercio entre el Mercosur y la Unión Aduanera de África del Sur (SACU) fue el 15 de diciembre de 2008 firmado en Salvador, Brasil; y, el 3 de abril de 2009 en Maseru, capital del Reino de Lesoto.
El acuerdo prevé la reducción de los aranceles en el comercio bilateral y abarca 8 límites que tendrán una caída de 10 %, 25 %, 50 % y 100 % en las alícuotas de importación aplicadas de lado a lado. El acuerdo entrará en vigor solo después de que los parlamentos de los nueve países envueltos aprueben el texto.
En diciembre de 2009 en Ginebra el Mercosur, India y los países de la Unión Aduanera del África Austral comenzaron a explorar medios para lograr una mayor integración comercial. El objetivo es mejorar el comercio a partir de una negociación triangular entre regiones que son complementarias en algunos productos y competitivas en otros.

#### Acuerdo comercial Mercosur- Unión Europea
El 28 de junio en la cumbre del G20 de Osaka de 2019, después de veinte años de negociaciones, se anunció un tratado de libre comercio entre el Mercosur y la Unión Europea. Ambos bloques llegaron a un acuerdo de principio en 2019.
La UE y el Mercosur culminaron las negociaciones el 6 de diciembre de 2024. Sin embargo, los textos definitivos no han sido finalizados, firmados ni ratificados por el Congreso de sus países y por lo tanto no han entrado en vigor. 
Si se ratifica, representaría el mayor acuerdo comercial alcanzado tanto por la UE como por el Mercosur en términos de ciudadanos involucrados. De acuerdo con la Cancillería Argentina, este acuerdo beneficiará a la región dándole acceso a un mercado con más de 500 millones de habitantes y un poder adquisitivo medio de USD 34.000 dólares anuales, constituyendo alrededor del 20% de la economía mundial y un tercio de las importaciones globales.
Los objetivos del acuerdo son determinar un marco estable y previsible de las reglas de juego para las empresas que invierten. Esto creará un marco propicio para incrementar la inversión extranjera directa y las oportunidades comerciales para las empresas locales. Históricamente, todos los países que firmaron un Acuerdo con UE multiplicaron varias veces su IED luego de firmar acuerdos de libre comercio.

#### Acuerdo de libre comercio con la Asociación Europea de Libre Comercio (EFTA)
Bajo la presidencia semestral brasileña del Mercosur, el presidente de Brasil, Jair Bolsonaro, realizó el 24 de agosto de 2019 el anuncio de la conclusión de las negociaciones con la Asociación Europea de Libre Comercio (EFTA, por su sigla en inglés), bloque integrado por Suiza, Noruega, Islandia y Liechtenstein.

#### Acuerdo comercial integral con Canadá
El 16 de junio de 1998, Canadá y los países miembros del Mercosur, firmaron el Entendimiento de cooperación en materia de comercio e inversiones y plan de acción.
Años más tarde, en noviembre de 2004, ambas partes celebraron una reunión bilateral en la que presentaron una declaración conjunta comprometiéndose a fomentar las relaciones comerciales. Meses después, en febrero de 2005, ambas partes acordaron iniciar conversaciones formales para fortalecer los vínculos comerciales.
El 24 de junio de 2011, el Mercosur y Canadá volvieron a retomar las conversaciones con respecto al acuerdo comercial. La reunión se llevó a cabo en Asunción, Paraguay y se acordó un encuentro en Ottawa, Canadá.
El 12 de abril de 2017, se realizó una reunión técnica de trabajo que permitió reactivar las conversaciones entre ambas partes.
El 23 de febrero de 2018, Canadá anunció que las conversaciones exploratorias entre ambas partes habían finalizado y que comenzarían las negociaciones para un Acuerdo de Comercio Integral Canadá-Mercosur.
El 9 de marzo de 2018, los países integrantes del Mercosur iniciaron oficialmente el diálogo con Canadá para avanzar hacia la conclusión de un acuerdo comercial integral. La reunión se llevó a cabo en la Cancillería Nacional de Paraguay. Allí se firmó el acta de entendimiento sobre los posibles acuerdos comerciales entre el Mercosur y Canadá. La primera ronda de negociaciones se celebrará del 20 al 23 de marzo de 2018 en Ottawa.

### Acuerdos comerciales con otros países
El Mercosur lleva a cabo tratativas para realizar acuerdos comerciales con Corea del Sur, con el Consejo de Cooperación del Golfo (Arabia Saudita, Baréin, Emiratos Árabes Unidos, Kuwait, Catar y Omán), con Jordania, con Turquía y con Siria.
En mayo de 2005, en el marco de la cumbre entre los países de la Liga Árabe y América del Sur, se estableció el objetivo de negociar un acuerdo de libre comercio entre el Mercosur y el Consejo de Cooperación del Golfo. La primera reunión Mercosur-Consejo de Cooperación del Golfo se celebró en Riad el 26 y 27 de noviembre de 2005. Se estableció un calendario de negociaciones de un tratado de libre comercio. En octubre de 2006, tras dos días de deliberaciones en Riad, el Consejo de Cooperación del Golfo y el Mercosur aprobaron los términos de referencia para un acuerdo de libre comercio entre las partes.
El Mercosur y la República de Corea comenzaron un estudio de factibilidad de un tratado de libre comercio en 2005. La primera reunión del grupo de estudio conjunto se realizó en mayo de 2005 en Asunción. La segunda reunión se llevó a cabo en agosto de 2005 en Seúl, Corea.
El 30 de junio de 2008 en San Miguel de Tucumán el Consejo Mercado Común en su XXXVª Reunión Ordinaria decidió aprobar el Acuerdo Marco entre Mercosur y Turquía para la firma de un posible tratado de libre comercio. En la misma oportunidad se decidió aprobar el Acuerdo Marco entre el Mercosur y Jordania para la firma de un posible tratado de libre comercio. En el marco del artículo 2 de dicho acuerdo, el 13 de octubre de 2008 en Amán, Jordania, ambas partes se reunieron para intercambiar puntos de vista sobre el potencial TLC y definir una agenda de negociaciones.
El 16 de diciembre de 2010, en la XL Cumbre del Mercosur celebrada en Foz de Iguazú, el bloque lanzó las negociaciones para alcanzar acuerdos de libre comercio con Palestina y Siria. Los acuerdos marco con la Autoridad Nacional Palestina (ANP) y con Siria fueron suscritos durante la reunión del Consejo Mercado Común. El acuerdo con la ANP fue firmado por el ministro palestino de Economía, Hasan Abu-Libdeh. Por Siria firmó el acuerdo la ministra de Economía de ese país, Lami Assi, jefa de la delegación invitada a la cumbre del Mercosur.
En junio de 2022 se desarrolló la Ronda de Negociaciones comerciales entre el Mercosur y Singapur.
Para dar cuenta de la importancia que posee Singapur, el Mercosur le exportó USD5.929 millones en 2021 y hubo importaciones por un valor de USD1.258 millones.
El 7 de julio de 2021, Uruguay anunció su decisión de conversar con terceros países para negociar acuerdos comerciales extrazona sin el Mercosur, desde desacuerdos con Argentina su la reducción del arancel externo común.

## Acuerdos específicos

### Patente Única

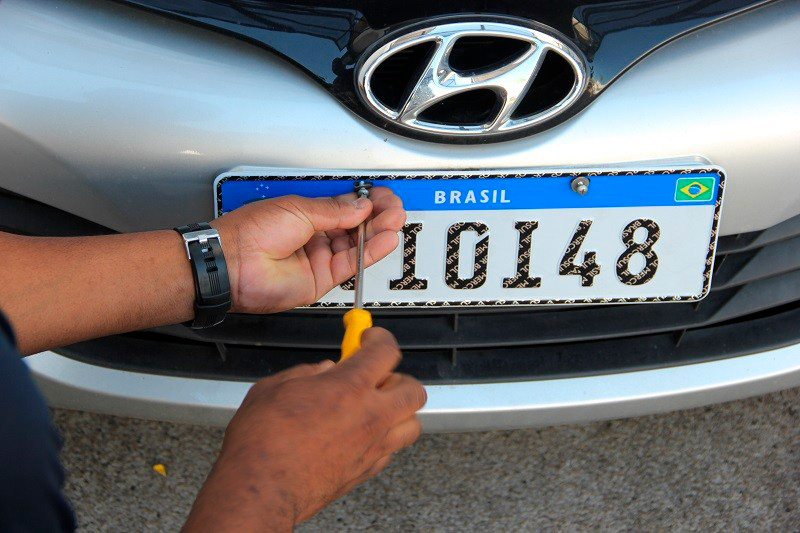
Los modelos anteriores de las patentes en Argentina y Brasil estaban a punto de agotarse debido al incremento del parque automotor.

La Patente Única del Mercosur es una matrícula identificatoria para vehículos miembros del acuerdo que ya es usada en Uruguay desde marzo de 2015, en Argentina desde abril de 2016, en Brasil desde septiembre de 2018, y en Paraguay desde julio de 2019.
Argentina fue el país en plantear la cuestión, ya que su anterior modelo estaba a punto de agotarse debido al inesperado incremento del parque automotor en dicho país.
Fue presentada por primera vez en octubre de 2014, en el Salón Libertador del Palacio San Martín de Buenos Aires, donde los Estados Partes del Mercosur aprobaron la Resolución 033/14 que establecía su uso obligatorio a partir del 1 de enero del 2016. En el caso de Argentina, este nuevo sistema posibilita 450 millones de combinaciones en un parque automotor conformado por unos 110 millones de vehículos.
Entre sus características más notorias está el tamaño, similar al utilizado en Uruguay y Brasil en las últimas décadas, que es mayor al de Argentina y Paraguay en longitud.

### Área de libre residencia
El Mercosur, la CAN y Chile han establecido que todo su territorio constituye un Área de Libre Residencia con derecho a trabajar para todos sus ciudadanos, sin otro requisito que acreditar la nacionalidad y no poseer antecedentes penales. Esta área fue establecida en la Cumbre de Presidentes de Brasilia, mediante el Acuerdo sobre Residencia para Nacionales de los Estados Parte del Mercosur, Bolivia y Chile firmado el 6 de diciembre de 2002. Posteriormente se ampliaría con la incorporación a dicho acuerdo de Perú y Ecuador en el 2011 y Colombia en el 2012.
Si bien el Área de Libre Residencia y Trabajo no se asimila completamente a la libre circulación de personas (donde no se requiere tramitación migratoria alguna), los nueve países han dado un gran paso adelante y establecido expresamente su voluntad de alcanzar la plena libertad de circulación de las personas en todo el territorio. Su implementación sin embargo ha sido incongruente. Chile solo concede el beneficio de libre residencia a ciudadanos de los países firmantes originales (dejando por fuera a ciudadanos de Perú, Ecuador y Colombia cuyos países se adhirieron en el 2011 y 2012). Por otro lado, Venezuela nunca se adhirió al acuerdo a pesar de haber sido miembro pleno del Mercosur y luego suspendido. Por otro lado, Argentina y Uruguay conceden unilateralmente la residencia Mercosur a todos los sudamericanos sin importar que sus países se hayan adherido recíprocamente o no al acuerdo (incluyendo hasta a ciudadanos de Venezuela, Guyana y Surinam).
Durante la cumbre realizada en San Miguel de Tucumán, los mandatarios de los diferentes países propusieron la libre circulación de personas dentro de todo el subcontinente sudamericano, sin necesidad de pasaporte, no solamente a ciudadanos integrantes del bloque.

### Sistema de solución de controversias
Hasta 1994 regía el régimen de controversias del Anexo III del Tratado de Asunción. Con el depósito de la ratificación de Uruguay, entró en vigor el Protocolo de Brasilia, que sin crear un tribunal judicial permanente y con bastantes carencias, constituye, no obstante, una solución mejor que la anterior.
Con el Anexo, cuando se daba una controversia, los Estados debían resolver la misma mediante negociaciones directas, y si estas no daban resultados los Estados debían someter la misma al Grupo Mercado Común, y si con esta incluso subsistía la controversia, se debía elevar la misma al Consejo del Mercado Común para que adoptase las recomendaciones pertinentes.
Con el Protocolo de Brasilia se expresa que cualquier controversia surgida entre los Estados parte sobre interpretación, aplicación o incumplimiento de las disposiciones del Tratado de Asunción, se intentarán solucionar en primer término por negociaciones directas. Si estas negociaciones no dan como resultado una solución que conforme totalmente en un plazo de 15 días cualquiera de las partes puede someterla al GMC (lo que significa un doble avance: se impone un plazo y cualquiera de las partes puede impulsar los procedimientos).
Cuando el asunto llega al GMC, este tiene que evaluar la situación, le da a las partes la oportunidad para exponer sus respectivas posiciones y requerirá (si así lo entendiere pertinente) el asesoramiento de expertos. Todo este proceso no puede durar más de 30 días. Terminado el mismo, el GMC deberá formular recomendaciones a los Estados Partes de la controversia para llegar a una solución. Si pasados los 30 días no se llega a una solución aceptada, la nueva instancia no será ante el CMC sino frente a un tribunal arbitral que fallará para dar por concluida la controversia.

#### Arbitraje Comercial
El Arbitraje, como mecanismo privado para la solución de controversias donde las partes acuerdan que un árbitro o un tribunal compuesto por varios árbitros dicte una decisión obligatoria sobre una controversia que haya entre ellas, está previsto en el Mercosur para conflictos entre personas físicas o jurídicas (empresas privadas) que celebraron contratos comerciales internacionales. Hay dos tipos de arbitraje regulados en el Mercosur:
- Institucional: el arbitraje está a cargo de instituciones arbitrales que tienen su propio reglamento.

- Ad Hoc: las partes pueden establecer el procedimiento arbitral y la designación de los árbitros. Si las partes no establecen nada sobre procedimiento, se aplican las normas de procedimiento de la Comisión Interamericana de Arbitraje Comercial (CIAC).

### Mercosur sociolaboral

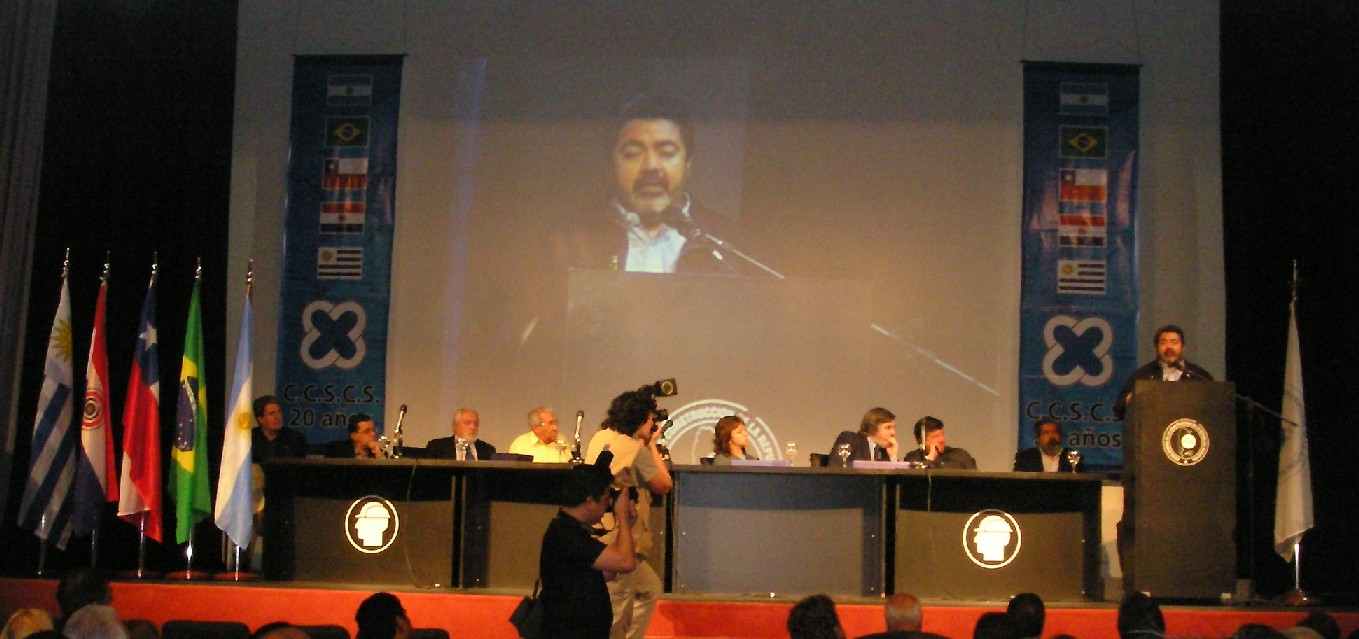
La Coordinadora de Centrales Sindicales del Cono Sur (CCSCS) representa a los trabajadores ante el Mercosur, en los ámbitos tripartitos.

A pesar de que la estructura original del Mercosur (Tratado de Asunción) no contemplaba ningún ámbito para tratar cuestiones sociolaborales, desde sus inicios, los sindicatos del Mercosur representados por la Coordinadora de Centrales Sindicales del Cono Sur (CCSCS) con el apoyo activo de los ministerios de Trabajo y un considerable sector de las organizaciones de empleadores, pugnaron por crear espacios tripartitos para analizar, debatir y decidir mediante el diálogo social regional, el impacto que la integración tendría sobre los mercados de trabajo y las condiciones sociolaborales.
De ese modo, un año después de fundado el Mercosur se creó el Subgrupo de Trabajo para Asuntos Sociolaborales, dependiente del GMC, que en los inicios llevara el número 11, pero que a partir de 1995 fue numerado definitivamente como SGT10. El SGT10 se organizó como un ámbito tripartito (ministerios de trabajo, empleadores y sindicatos) y se ha dicho que tomó la forma de «una OIT en miniatura». Generó una fructífera cultura subregional de diálogo social que originó todo lo que hoy se conoce como Mercosur sociolaboral.
A partir de los acuerdos derivados del diálogo social en el SGT10, el Mercosur se fue dotando de organismos e instrumentos sociolaborales.
En 1994 se creó el FCES (Foro Consultivo Económico Social), mediante el Protocolo de Ouro Preto, integrado por las organizaciones de empleadores, trabajadores y de la sociedad civil, «en representación de los sectores económicos y sociales»; pero recién comienza a funcionar en 1996.
En 1997 se firmó la primera norma de contenido sociolaboral del Mercosur, el Acuerdo Multilateral de Seguridad Social del Mercado Común del Sur (que va a tardar años en ser ratificado) y se crea el Observatorio del Mercado de Trabajo, dependiente del SGT10.
En 1998 los cuatro presidentes firmaron la Declaración Sociolaboral del Mercosur] (DSL), que a su vez crea la Comisión Sociolaboral (CSL), de composición tripartita, con el fin de seguir la aplicación de la DSL.
En 2000 el Mercosur, más Bolivia y Chile, proclamaron la Carta de Buenos Aires sobre Compromiso Social.
En 2001 ―como consecuencia directa de los acuerdos tripartitos alcanzados en materia de formación profesional y la primera reunión de la CSL― se dictó la primera resolución sociolaboral de aplicación directa a los países miembros (sin necesidad de ratificación), la Resolución sobre Formación Profesional que sanciona el GMC (Resolución 59/91).
En 2003, por primera vez la CMC, el organismo supremo del Mercosur, sancionó una norma sociolaboral (de aplicación directa): la Recomendación 01/03 estableciendo el Repertorio de Recomendaciones Prácticas sobre Formación Profesional. El mismo año la CMC convocó a la Primera Conferencia Regional de Empleo, que se realizó en abril de 2004 con composición tripartita (ministros de trabajo, empleadores y sindicatos) y finalizó con una importante Recomendación de los Ministros de Trabajo sobre una Estrategia Mercosur para la Creación de Empleo. En diciembre de 2004 se decidió crear el «Grupo de alto nivel para la elaboración de una estrategia Mercosur dirigida al crecimiento del empleo».
La XXX Cumbre de Presidentes de Córdoba de julio de 2006 aprobó importantes iniciativas referidas a la dimensión sociolaboral. En particular aprobó la Estrategia Mercosur de Crecimiento del Empleo (Decisión CMC N.º 04/06/2013) y creó el Instituto Social del Mercosur.

### Sistemas de emergencia
Desde 2012 existe el Código Unificado de Servicios de Emergencia en el ámbito del Mercosur. De esta forma se dispuso que el 128 será el número telefónico de emergencia utilizado en todos los países del bloque.

## Miembros

### Miembros
- Argentina
- Bolivia
- Brasil
- Paraguay
- Uruguay

#### Estado suspendido
- Venezuela

### Estados asociados
- Chile
- Colombia
- Ecuador
- Guyana
- Panamá
- Perú
- Surinam

Guyana y Surinam han firmado un acuerdo marco con el Mercosur en julio de 2013. Sin embargo, esta propuesta requiere la aprobación legislativa para ser válida.

## Cuadro comparativo de los miembros plenos
| País      | PIB (PPA) Millones de US$ (2023) | PIB (PPA) per cápita US$ | Índice de desarrollo humano | Desigualdad de ingreso | Población   |
| --------- | -------------------------------- | ------------------------ | --------------------------- | ---------------------- | ----------- |
| Argentina | 1 274 807                        | 27 261                   | 0,842                       | 0,412                  | 46 044 703  |
| Brasil    | 4 020 381                        | 19 804                   | 0,754                       | 0,527                  | 205 304 000 |
| Paraguay  | 117 686                          | 19 136                   | 0,717                       | 0,480                  | 6 109 000   |
| Uruguay   | 102 503                          | 28 740                   | 0,809                       | 0,413                  | 3 474 000   |

## Críticas
Representantes de cámaras empresarias de Brasil, Argentina, Uruguay y Paraguay han expresado sus discrepancias con el actual funcionamiento del Mercosur y señalando sus temores de que el bloque no sea efectivo para contrarrestar los efectos de la crisis internacional. «Lamento constatar que después de 20 años de vigencia del Tratado de Asunción nuestros países siguen más autónomos que nunca en materia de políticas económicas y fiscales, pero no en lo que se refiere a las transacciones comerciales intrabloque», afirmó Laviola.
En 2010 el diputado del Partido Colorado Juan Manuel Garino al inicio de la charla, los problemas del bloque comercial formado por Argentina, Brasil, Paraguay, Uruguay y al que recientemente se incorporó Venezuela de forma oficial, surgen de las decisiones argentinas de interponer cada vez más dificultades comerciales, «violando constantemente el espíritu del Mercosur».
La Cámara de Comercio Paraguayo-Americana en el panel-debate «Mercosur – To be, or not to be (ser o no ser)» donde se lanzaron furibundas críticas al bloque regional y su situación en cuanto a lo económico y lo político, donde se planteó en todo momento la posibilidad de abandonar el grupo. Sin embargo, la conclusión final fue de tratar de mantenerse en el bloque sin dejar de buscar otros horizontes de integración y relaciones bilaterales.

## Organismos de referencia
El Comité de Sanidad Vegetal del Cono Sur es el organismo de referencia regional en los trabajos de armonización de las reglamentaciones fitosanitarias que se desarrollan en el Mercosur.

## Normativa básica

### Derecho del Mercosur
- Documentación Oficial del Mercosur
- Tratado de Integración, Cooperación y Desarrollo entre Argentina y Brasil (1988)
- Acta de Alvorada (1988)
- Acta de Buenos Aires (1990)
- Tratado de Asunción (1991)
- Protocolo de Ouro Preto (1994)
- Declaración Presidencial sobre Compromiso Democrático (1996)
- Declaración Sociolaboral (1998)
- Protocolo de Ushuaia sobre Compromiso Democrático (1998)
- Protocolo de Olivos para la Solución de Controversias (2002)
- CMC EXT/DEC. N.º 11/03 sobre creación de la Comisión de Representantes Permanentes (2003)
- CMC/DEC. N.º 18/04 sobre Régimen de Participación de los Estados Asociados (2004)
- Protocolo de Asunción sobre Derechos Humanos (2005)
- Protocolo Constitutivo del Parlamento del Mercosur (2006) Texto del proyecto. No se encuentra confirmado que sea idéntico al del protocolo firmado.

### Generales
- Wikisource contiene obras originales de o sobre los principales tratados y normas del Mercosur.
- Wikinoticias tiene noticias relacionadas con Mercosur.
- Página oficial del Mercosur (en español y portugués)
- Sitio de comercio internacional para los países bajo el acuerdo del Mercosur (en español, portugués e inglés).
- Plataforma de comercio internacional para los países que integran el acuerdo del Mercosur (en español y portugués).
- Sitio de noticias y radio en línea dedicada al Mercosur (en español y portugués)..
- Legislación y Jurisprudencia de la República del Paraguay y sus tratados internacionales.
- Página oficial del Tribunal Permanente de Revisión del Mercosur.
- Acuerdo Marco Comunidad Andina-Mercosur.
- Colombia pone en vigencia ley ratifica acuerdo TLC CAN-Mercosur.
- Acuerdo sobre residencia para nacionales de los estados parte del Mercosur, Bolivia y Chile (en PDF).
- Decisión 29/05 sobre la solicitud de adhesión de la República Bolivariana de Venezuela al Mercado Común del Sur (en archivo DOC de Microsoft Word).
- Guillermo Hunt, primer director del Mercosur.
- Protocolo de Adhesión del Estado Plurinacional de Bolivia al Mercosur (07/12/2012).
- Gajate, Rita Marcela; Piana, Ricardo Sebastián; Catalano, Constantino Iván; Sartelli, Silvina L.; Suñé, Natasha (27 de julio de 2014).  Gajate, Rita Marcela, ed. Construcción institucional en el Mercosur. La Plata, Argentina: Facultad de Ciencias Jurídicas, UNLP. p. 179. ISBN 978-950-34-1128-5. Consultado el 3 de septiembre de 2014.

### Mercosur Sociolaboral
- Libertad de circulación de los trabajadores en el Mercosur (OIT, 2004).
- Corres, Gerardo: La Declaración Sociolaboral del Mercosur: un instrumento para el desarrollo social (revista Pistas del Instituto del Mundo del Trabajo, febrero de 2001).
- Robles, Alberto José: Organismos Sociolaborales del Mercosur (FES, 2002).

- Datos: Q4264
- Multimedia: Mercosur / Q4264
- Noticias: Categoría:Mercosur